# El amor es ciego: Argentina
Love Is Blind: Argentina es la versión local de El amor es ciego, programa de citas de Netflix, conducida por Wanda Nara y Darío Barassi. La serie se estrenó el 6 de noviembre de 2024 y se desarrolló en tres partes semanales, finalizando el 28 de noviembre con un episodio especial de reencuentro.
El programa reúne a 16 hombres y 16 mujeres que buscan formar conexiones emocionales profundas sin verse físicamente. A través de citas en cabinas separadas, los participantes conversan y, si sienten una conexión genuina, pueden comprometerse sin haberse visto. Tras el compromiso, las parejas se conocen en persona y viajan a Tulum para una luna de miel. Luego, regresan a Buenos Aires para convivir y enfrentar los desafíos de la vida cotidiana antes de decidir si se casan o no.

## Producción

### Rodaje
El rodaje de las cápsulas se realizó en la Ciudad de México, mientras que el retiro se filmó en Tulúm. El resto de la temporada se rodó en Buenos Aires, ciudad natal de muchos participantes.
Esta fue la primera temporada de Love is Blind conducida por dos personas que no están en pareja, Wanda Nara y Darío Barassi.

## Resumen de la temporada
| Parejas                                  | Casados | Aún juntos | Notas de relación |
| ---------------------------------------- | ------- | ---------- | --- |
| Florencia Fernández y José Luis Fariña   | Si      | Si         | Casados. Inicialmente, la pareja se comprometió tarde y no llegó a la luna de miel en Tulum.                              |
| Emily Ceco y Santiago Martínez           | Si      | No         | Casados. Se separaron en febrero de 2025 después de que él la agrediera físicamente.                                      |
| Julieta Fennema y Ezequiel Ingrassia     | Si      | No         | Casados. No volvieron a vivir juntos después de la boda y desde entonces se separaron. Sin embargo, siguen siendo amigos. |
| María Emilia Merlo y Mauricio Zappacosta | No      | No         | Se separaron el día de su boda cuando María Emilia les dijo que no. La pareja se abrazó en el altar y se despidieron.     |

## Concursantes
| Nombre               | Edad | Ocupación                  | Estado de relación          |
| -------------------- | ---- | -------------------------- | --------------------------- |
| Florencia Fernández  | 28   | Contadora                  | Casados                     |
| José Luis Fariña     | 30   | Anfitrión de eventos       | Casados                     |
| Julieta Fennema      | 23   | Técnica de celulares       | Casados, pero se separaron. |
| Ezequiel Ingrassia   | 32   | Empresario                 | Casados, pero se separaron. |
| Emily Ceco           | 24   | Estudiante de periodismo   | Casados, pero se separaron  |
| Santiago Martínez    | 29   | Empresario                 | Casados, pero se separaron  |
| María Emilia Melo    | 41   | Abogada                    | Separados en la boda        |
| Mauricio Zappacosta  | 42   | Diseñador de moda          | Separados en la boda        |
| Marino Morduchowicz  | 45   | Productor audiovisual      | No comprometidos            |
| Tom Martorello       | 27   | Publicista                 | No comprometidos            |
| Roberto Marsicano    | 28   | Ranchero                   | No comprometidos            |
| Matías Moreno        | 36   | Administrador              | No comprometidos            |
| Fernando Marangoni   | 34   | Empresario                 | No comprometidos            |
| Máximo Austi         | 31   | Marketing digital          | No comprometidos            |
| Nicolás García       | 29   | Anfitrión de eventos       | No comprometidos            |
| Jerónimo             | 35   | DJ                         | No comprometidos            |
| Franco               | 27   | Salvavidas                 | No comprometidos            |
| Tomi                 | 27   | Asesor político            | No comprometidos            |
| Tomás Cohen          | 35   | Empresario                 | No comprometidos            |
| Leo                  | 35   | Profesor de tango          | No comprometidos            |
| Evangelina Novo      | 29   | Abogada                    | No comprometidos            |
| Florfi Frers         | 27   | Entrenador personal        | No comprometidos            |
| Augustina Pontoriero | 29   | Empleada administrativa    | No comprometidos            |
| Brenda Oviedo        | 34   | Coonsultora administrativa | No comprometidos            |
| Sofía Iorio          | 28   | Reclutadora                | No comprometidos            |
| Macarena Moroño      | 31   | Abogada                    | No comprometidos            |
| Malena Lollo         | 23   | Profesora de música        | No comprometidos            |
| Mane                 | 35   | Psicologa                  | No comprometidos            |
| Mercedes             | 29   | Asesora de Marketing       | No comprometidos            |
| Érica Sánchez        | 34   | Administradora             | No comprometidos            |
| Camila               | 29   | Instructora de Yoga        | No comprometidos            |
| Martina Mateini      | 34   | Empresaria                 | No comprometidos            |

## Episodios
| Semana 1 | |                         |
| 1        | El amor de mi vida Los participantes ingresan a las cabinas para tener citas a ciegas, buscando conexiones emocionales sin verse físicamente.        | 6 de noviembre de 2024  |
| 2        | Tres son multitud Algunas conexiones se fortalecen, mientras que otras enfrentan complicaciones debido a triángulos amorosos emergentes.             | 6 de noviembre de 2024  |
| 3        | La cara detrás de la voz Las parejas comprometidas se conocen en persona por primera vez, enfrentando la realidad de la atracción física.            | 6 de noviembre de 2024  |
| 4        | Sol, arena y chispas Las parejas viajan a Tulum para una escapada romántica, donde comienzan a surgir las primeras tensiones.                        | 6 de noviembre de 2024  |
| Semana 2 | |                         |
| 5        | Problemas en el paraíso Durante la convivencia en Buenos Aires, las diferencias en estilos de vida y expectativas generan conflictos.                | 13 de noviembre de 2024 |
| 6        | Baches en el camino Las parejas enfrentan desafíos cotidianos y deben decidir si están dispuestas a superar los obstáculos juntos.                   | 13 de noviembre de 2024 |
| 7        | Manteniéndolo unido Algunas relaciones se fortalecen, mientras que otras comienzan a desmoronarse bajo la presión de la convivencia.                 | 13 de noviembre de 2024 |
| 8        | Una semana para la boda Con la fecha de la boda acercándose, las parejas reflexionan sobre su futuro y toman decisiones cruciales.                   | 13 de noviembre de 2024 |
| Semana 3 | |                         |
| 9        | Fantasmas del pasado Los participantes enfrentan inseguridades y dudas, mientras antiguos sentimientos resurgen y complican las relaciones actuales. | 20 de noviembre de 2024 |
| 10       | ¿Y si digo que no? En el día de la boda, las parejas deben decidir si se casan o no, enfrentando sus emociones y la realidad de sus relaciones.      | 20 de noviembre de 2024 |
| Especial | |                         |
| 11       | El reencuentro Los participantes se reúnen después de un tiempo para discutir sus experiencias, revelar verdades y cerrar capítulos.                 | 28 de noviembre de 2024 |

## Recepción y repercusión
La serie generó un gran impacto en Argentina y otros países de habla hispana, posicionándose rápidamente entre los contenidos más vistos de Netflix. La participación de Wanda Nara y Darío Barassi como conductores aportó carisma y cercanía al formato. Además, las historias de los participantes y los giros inesperados mantuvieron a la audiencia enganchada durante toda la temporada. 
Love Is Blind: Argentina demostró que el amor puede surgir más allá de las apariencias, pero también evidenció los desafíos de mantener una relación basada inicialmente solo en la conexión emocional.